# Gleis

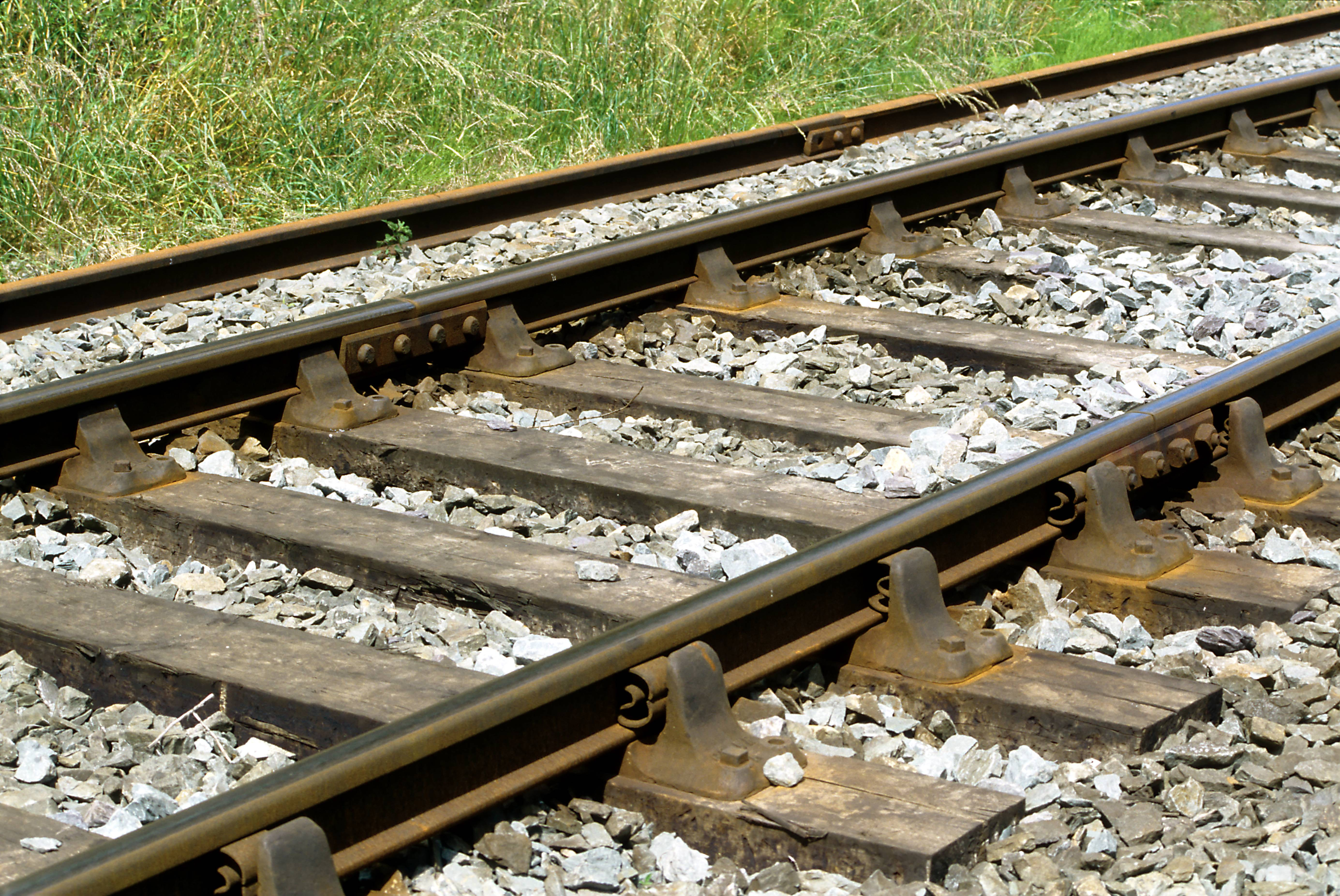
Oberbau mit Holzschwellen und Schienenstühlen britischer Bauart

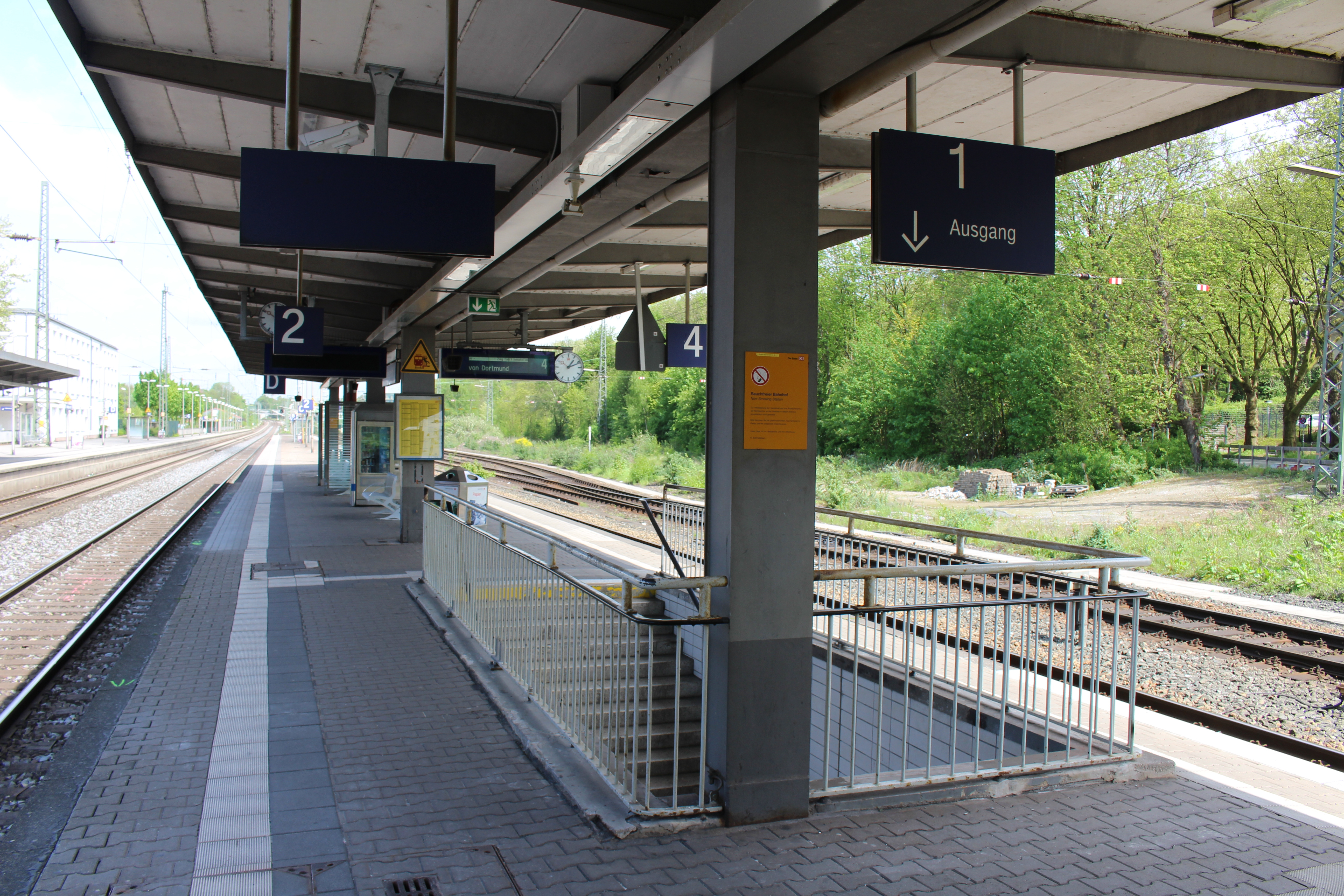
Bahnsteig mit Gleisnummern

Als Gleis oder Geleise wird die Fahrbahn für Schienenfahrzeuge bezeichnet. Es ist das am häufigsten im Bahnverkehr benutzte spurbindende Mittel. Das Gleis besteht aus den zwei Schienen, aus den sie tragenden und sie miteinander verbindenden Schwellen oder einer anderen Auflage und aus den Befestigungsmitteln der Schienen auf der Unterlage. Mit Hilfe spezieller Verbindungsmittel werden die einzelnen Schienen zu langen Strängen vereinigt. Das Gleis bildet zusammen mit der tieferen Auflage (der Bettung) den sogenannten Oberbau.

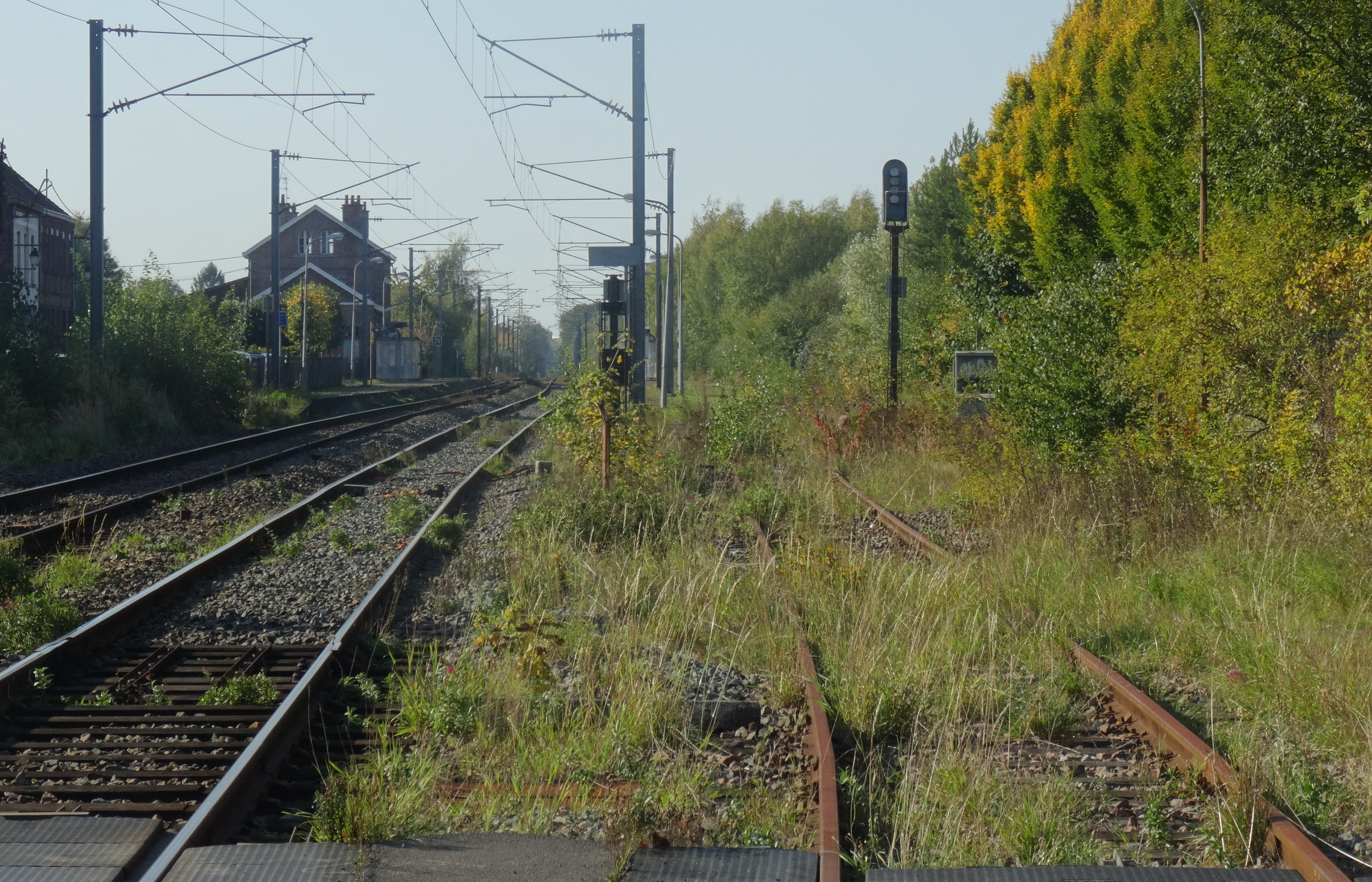
Befahrene Gleise (links) sowie ungenutzte, von Bewuchs überwucherte Gleise (rechts)

Mit Gleis bezeichnet man auch einen betrieblich zusammenhängenden Abschnitt einer Infrastruktur für Schienenfahrzeuge, der für einen bestimmten Zweck genutzt wird, wie etwa Bahnsteiggleis, Ladegleis, Abstellgleis. Ein solches Gleis wird durch festgelegte Endpunkte wie Signale, Grenzzeichen von Weichen oder andere definierte Punkte begrenzt. In dieser Bedeutung werden Gleise in Strecken- und Bahnhofsgleise, letztere in Mitteleuropa in Haupt- und Nebengleise eingeteilt. Als Bezeichnungen für Gleise werden in der Regel Nummern verwendet, für Streckengleise bei manchen Eisenbahnen auch die hauptsächliche Verkehrsrichtung, z. B. „Streckengleis München-Augsburg“. Abhängig vom Verkehrsaufkommen können Bahnstrecken ein- oder mehrgleisig angelegt werden. In vielen Ländern, darunter Deutschland, wird das Wort Gleis in Verbindung mit einer Nummer außerdem üblicherweise zur eindeutigen Kennzeichnung von einzelnen Bahnsteigkanten verwendet, auf die in den Zugfahrplänen und auf Anzeigetafeln als Ankunft- oder Abfahrtsstelle eines Zuges hingewiesen wird.

## Begriff

### Wortherkunft
Gleis und Geleis (Plural: Gleise und Geleise) haben ihre Wortherkunft im 14. Jahrhundert im spätmittelhochdeutschen geleis, eine Radspur oder ein getretener Pfad. Es ist eine Kollektivbildung des mittelhochdeutschen leis bzw. leise für Spur. Dies geht wiederum auf das althochdeutsche leisa zurück, in Verbindung mit Wagen als waganleisa, also Wagenspur. Ursprünglich waren damit die von einachsigen Karren (u. a. Ochsenkarren) oder zweiachsigen Wagen (Pferdefuhrwerke) in den Boden eingedrückten, parallelen Spurrillen bezeichnet. Im römischen Straßenbau – und dann wieder ab dem Mittelalter – kannte man die in den Fels eingehauenen Spuren, die den Fahrzeugen besonders im Gebirge eine sichere Fahrt auf dem exponierten Weg ermöglichten. Diese Karrengeleise bedingten eine wenigstens regional normierte Spurweite der Fuhrwerke. Vereinzelt kamen schon in antiken Straßen weichenähnliche Verzweigungen vor.
Geleise kommt in der Bahnfachsprache in Deutschland seit über hundert Jahren nicht mehr zur Anwendung. Die Wortform gilt im deutschen Sprachgebrauch als „gehoben“ und ist im Standardsprachlichen in Österreich und der Schweiz noch üblich: Im österreichischen Deutsch gilt die Wortform jedoch als veraltend, im Schweizer Hochdeutsch ist es eine Nebenform.

### Begriffe im deutschsprachigen Raum
Im Deutschen gibt es zahlreiche Wortzusammensetzungen, in denen »Gleis« das Bestimmungswort ist. Beispielsweise Gleisanlagen, welche die Gesamtheit des Oberbaus mit den Gleisen, Weichen, Kreuzungsweichen, Kreuzungen bezeichnet.
In Deutschland und in Österreich wird zwischen Haupt- und Nebengleisen unterschieden. Hauptgleise sind Gleise, die von Zugfahrten planmäßig befahren werden können. Alle anderen Gleise werden als Nebengleise bezeichnet. Die Streckengleise und ihre Fortsetzung im Bahnhof werden als durchgehende Hauptgleise bezeichnet.
In der Schweiz bezieht sich das Hauptgleis auf ein Gleis, in dem eine signalmäßig (nicht mit Rangiersignalen) gesicherte Zugfahrstraße eingestellt werden kann.
In Deutschland werden Gleise außerdem gelegentlich nach ihrer Nutzung unterschieden als Ferngleis (hauptsächlich Fernverkehr), Ortsgleis (hauptsächlich Schienenpersonennahverkehr) und S-Bahn-Gleis (für S-Bahn).

## Aufbau
Das Gleis besteht aus den Elementen
- Schienen,
- Schienenverbindungsmitteln,
- Schienenunterstützungen, i. d. R. Schwellen, und
- Schienenbefestigungsmitteln (auch Kleineisen genannt).

Die Schienen bilden die Fahrbahn des Gleises. Für Eisenbahnen werden heute in der Regel Vignolschienen verwendet, insbesondere für eingedeckte Straßenbahngleise auch Rillenschienen. Auf den Schienen laufen die Räder der Eisenbahnfahrzeuge. Ein Abrutschen vom Gleis wird beim Fahren durch den Spurkranz und Sinuslauf der Radsätze verhindert. Die Spurkränze gewährleisten in Weichen und Kreuzungen die Führung der Räder. In Längsrichtung werden die Schienen mit Schienenverbindungsmitteln untereinander verbunden. Dazu werden sie entweder mit Laschen verschraubt oder lückenlos verschweißt. Als Schienenunterstützung werden in der Regel Schwellen verwendet. Die Schwellen aus Holz, Stahl oder Beton mit den Schienenbefestigungselementen halten die Schienen im vorgesehenen, fortlaufend gleichbleibenden Abstand – der so genannten Spurweite – zueinander.
Zusammen mit dem Gleisbettung bildet das Gleis den Oberbau. Die Schwellen liegen in der Bettung, die meist aus Schotter besteht. Diese Bauform wird als Schotteroberbau bezeichnet. Als weitere Bauform gibt es die sogenannte Feste Fahrbahn, die aus einer festen Tragschicht aus Beton oder Asphalt und einer darunterliegenden hydraulisch gebundenen Tragschicht besteht. In die feste Tragschicht sind die Schienenunterstützungen formschlüssig integriert. Sie wird in Deutschland bei Schnellfahr- und Hochgeschwindigkeitsstrecken verwendet. Die Lagesicherheit und Stabilität ist deutlich besser als beim Schotteroberbau, jedoch ist die feste Fahrbahn kaum elastisch, was durch aufwändigere Schienenauflagen und -befestigungen ausgeglichen werden muss. Zudem sind Änderungen, die nicht beim Bau vorbereitet wurden, sehr viel aufwändiger.
Daneben gibt es auch Fahrbahnen, bei denen die Schienen ohne Schienenunterstützungen mit Schrauben oder Klammerfedern auf einem stabilen flächigen Unterbau direkt befestigt werden. Diese Art des Oberbaus wird als „direkte Auflagerung“ bezeichnet.
Weiterhin gibt es die Variante Kreuzlängsschwellengleis (KLS). Hier erfolgt die Anordnung der Schwellen parallel zur Gleisachse.
Das Gleis nimmt die Gewichtskraft und andere Belastungen auf, die die Schienenfahrzeuge auf die Schienen ausüben. Vom Ober- wie vom Unterbau hängen unter anderem die Höchstgeschwindigkeit einer Strecke und die maximal zulässige Radsatzlast der Fahrzeuge ab.

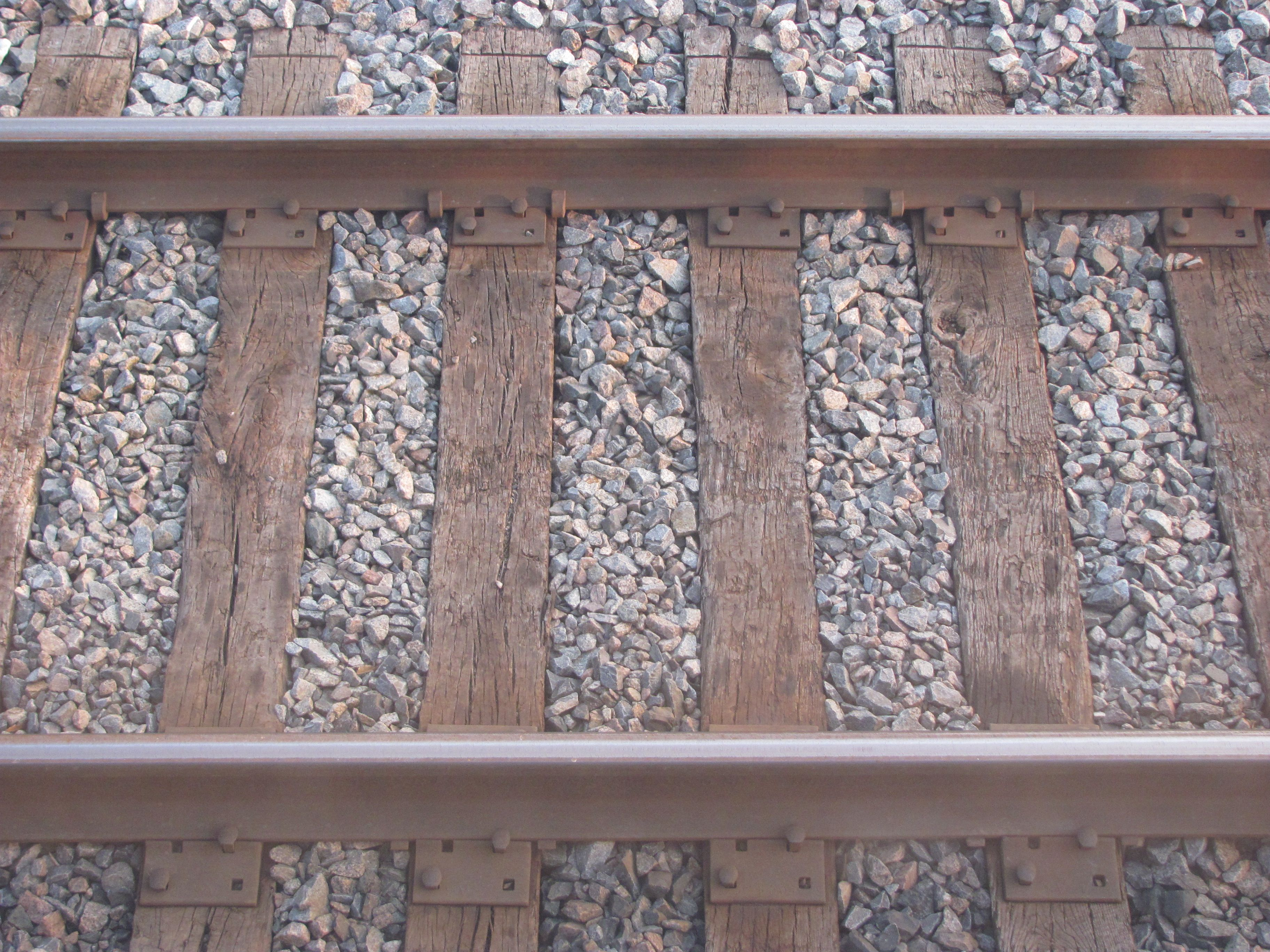
Genageltes Gleis, USA
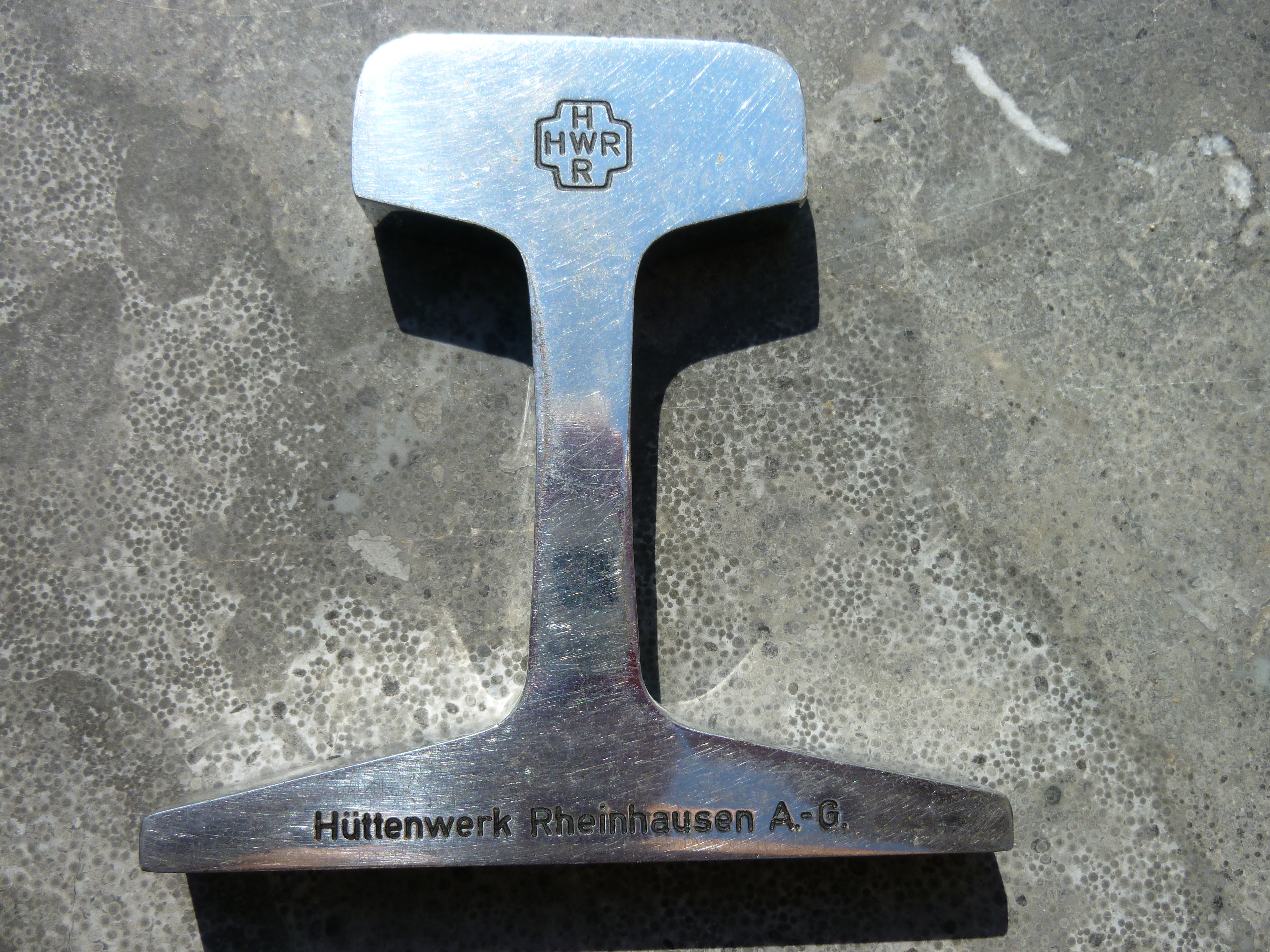
Querschnitt durch ein Vignolschienenprofil mit HWR-Logo (ca. 1950)
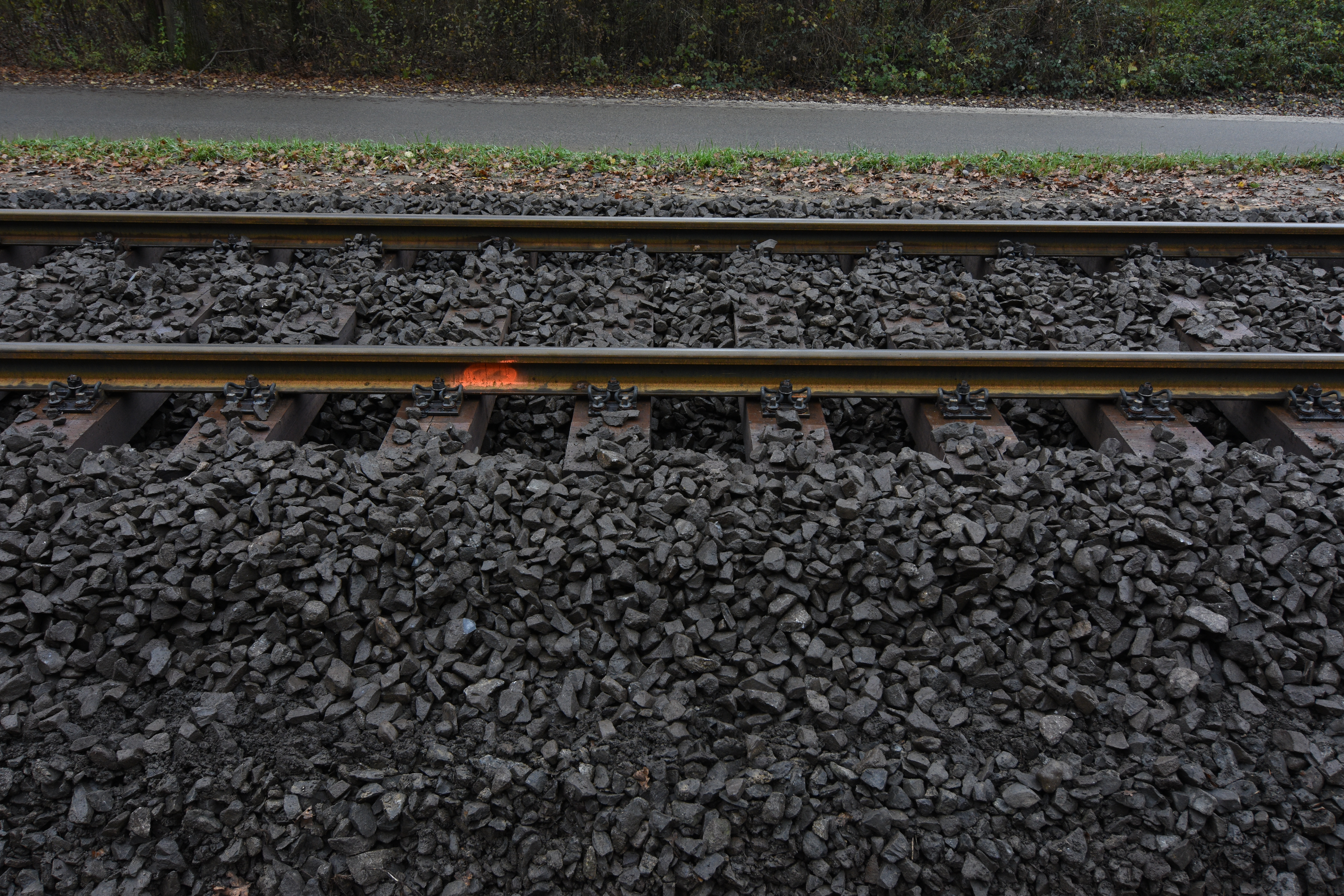
Schotteroberbau
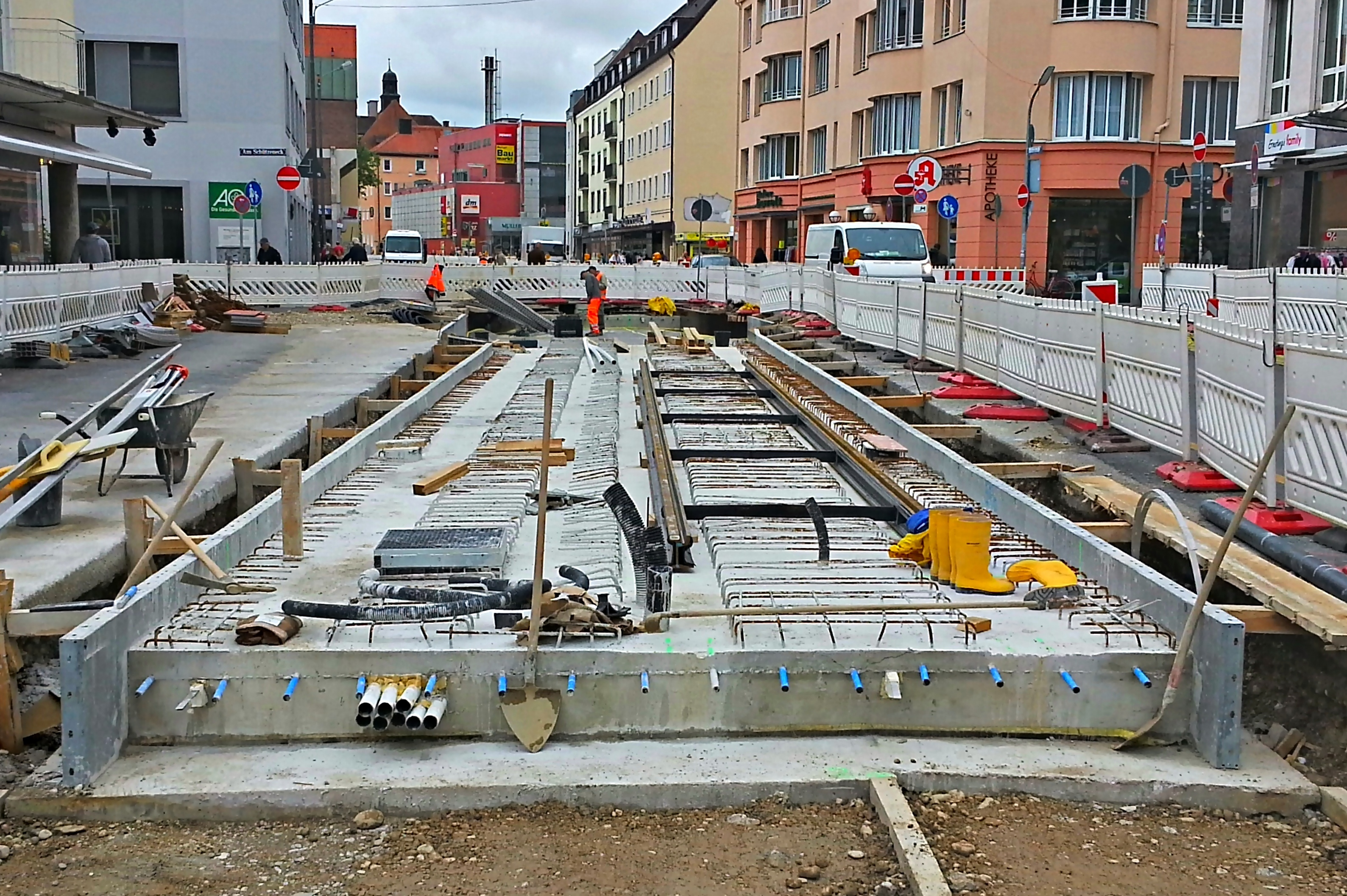
Neuverlegung eines Straßenbahngleises
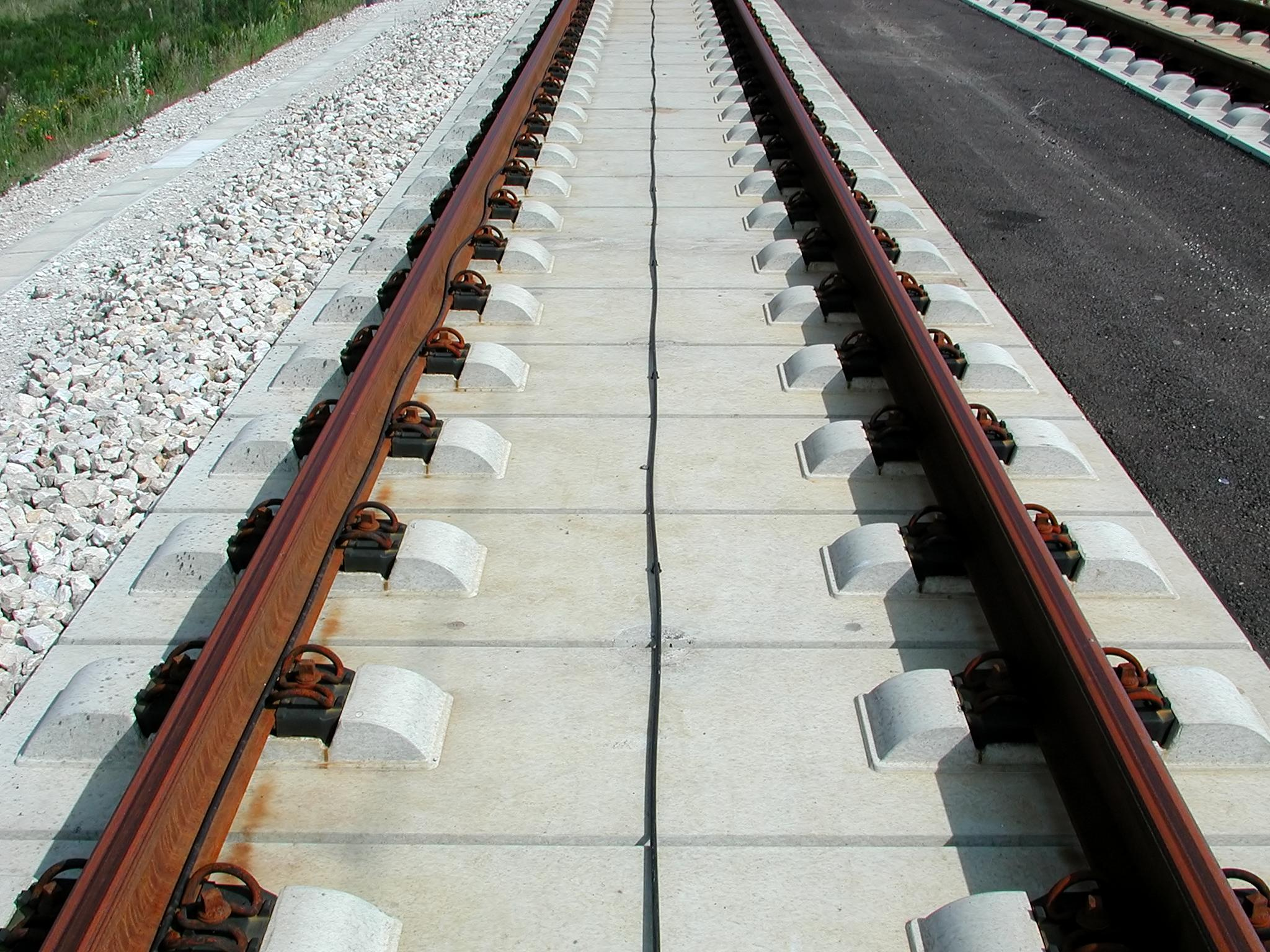
Gleis auf fester Fahrbahn mit Linienleiter
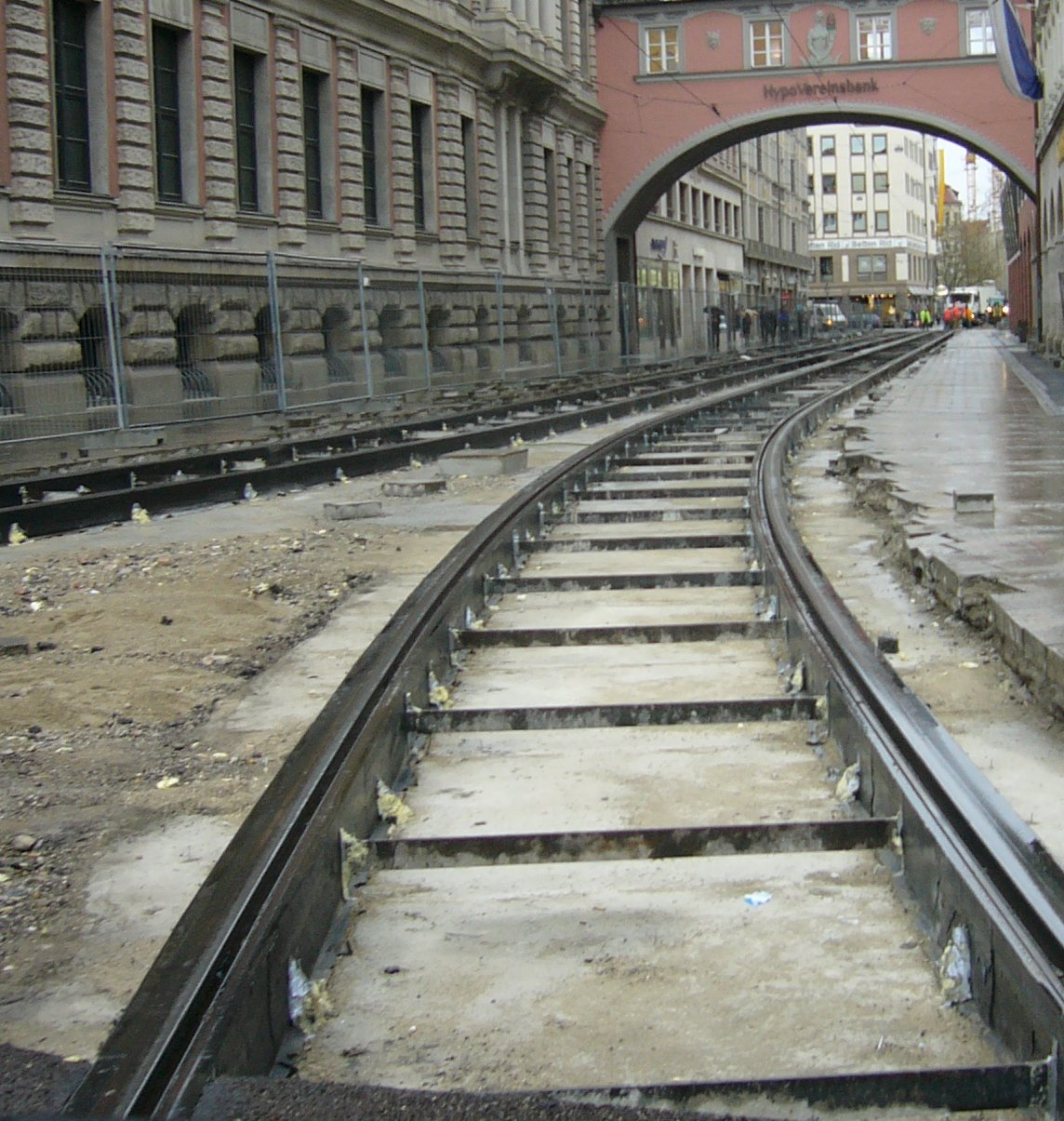
Straßenbahngleise mit Rillenschienen und Spurhaltern in Bau

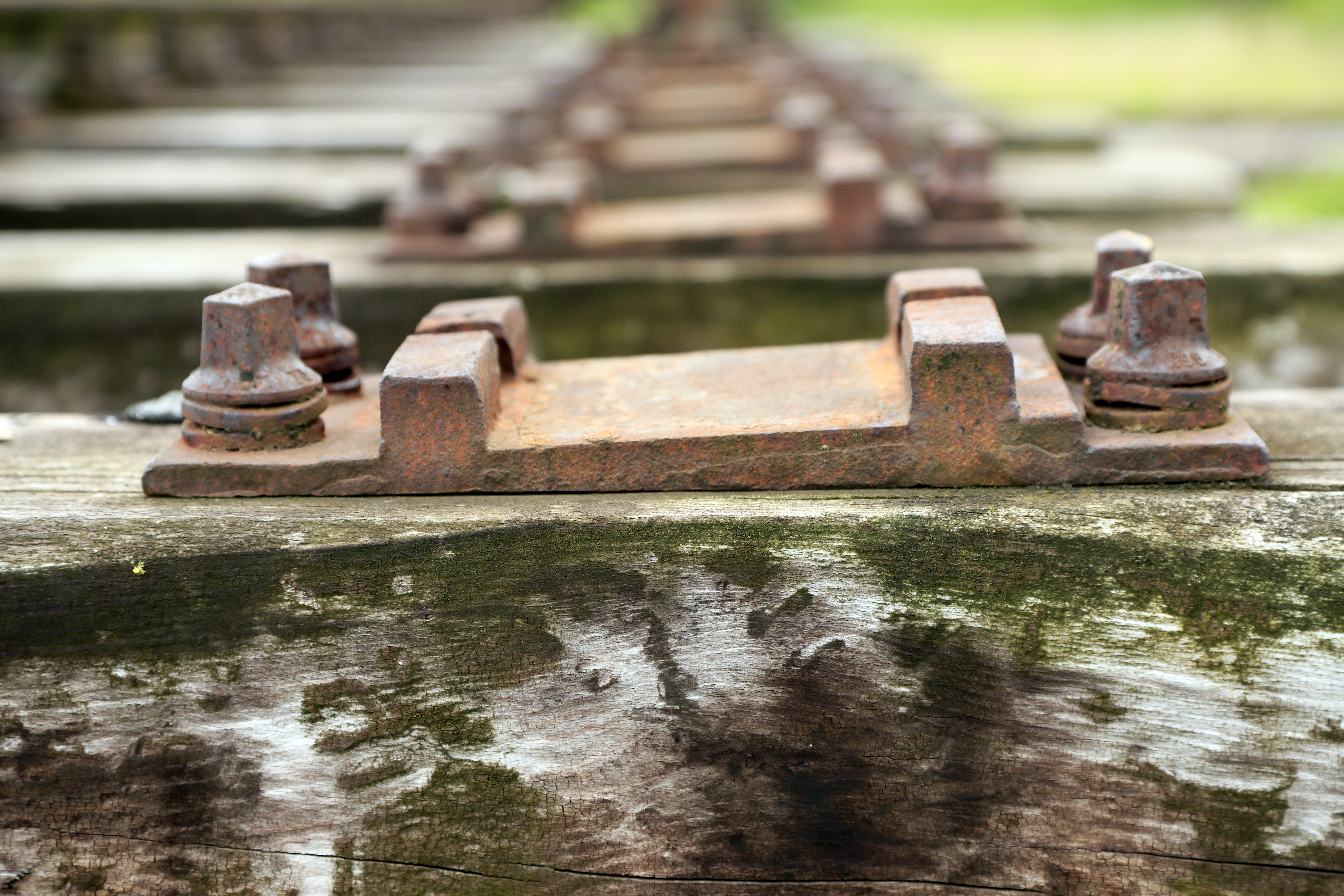
Rippenplatte mit eingearbeiteter Schienenneigung 1:20

Als Anpassung an die ebenfalls konischen Radlaufflächen sind die Schienen im Gleis ebenfalls zur Gleismitte geneigt. Diese Neigung ist entweder in die Schwellenoberfläche oder in die Unterlagsplatten eingearbeitet. Im europäischen Netz betrug die Schienenneigung lange und passend zum großen Anteil an zweiachsigen Wagen 1:20. Nach dem Zweiten Weltkrieg wurde sie im Rahmen von Gleisumbauten mit dem steigenden Anteil von Drehgestellfahrzeugen, deren Radsätze eine geringere Neigung aufweisen, auf 1:40. In Weichen und Kreuzungen stehen die Schienen dagegen aus konstruktiven Gründen senkrecht. Das betrifft zur Vermeidung von mehrfachen Neigungswechseln auch kurze Gleisabschnitte zwischen Weichen und Kreuzungen. Bei neueren Weichenkonstruktionen ist die Neigung in die Schienenköpfe eingearbeitet. Zwischen senkrecht stehende und mit 1:20 geneigte Schienen werden Übergangsabschnitte mit einer Neigung von 1:40 eingefügt.
In vielen Straßenbahnnetzen und auch beispielsweise bei der U-Bahn Berlin stehen die Schienen generell senkrecht. Man war zur Bauzeit der Meinung, dass die Selbstzentrierung im Gleis durch die äquivalente Konizität auf Strecken mit vielen engen Bögen ohnehin nicht wirksam wäre.

## Spezielle Gleiskonstruktionen

### Farbbehandlung

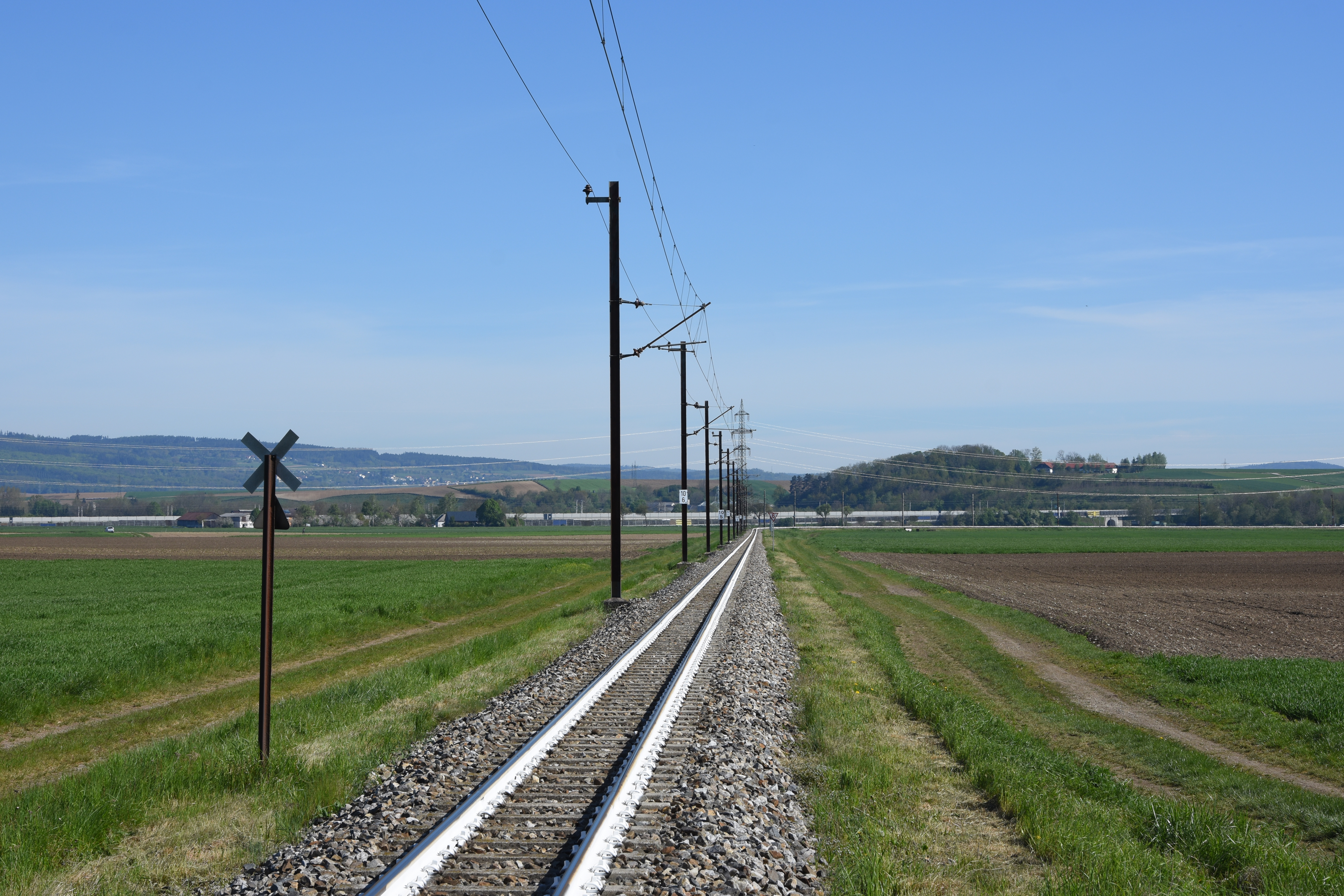
Weiß angestrichene Schienen auf der Mariazeller Bahn

Im gesamten Netz der italienischen Staatsbahnen FS werden Schienen weiß angestrichen, um Verwerfungen durch hohe Temperaturen zu verhindern. Die Temperaturabsenkung beträgt 7–10 °C.
In der Schweiz wurden 2018 bei der Rhätischen Bahn ebenfalls testweise Schienen weiß eingefärbt. 2019 haben die Schweizerische Bundesbahnen SBB ebenfalls entsprechende Versuche durchgeführt.
Auch die Österreichische Bundesbahnen ÖBB hat 2019 ein Infrastrukturprojekt in Bludenz gestartet, um die durch steigenden Sommertemperaturen entstehenden Verwerfungen zu bekämpfen.

### Schienenauszüge

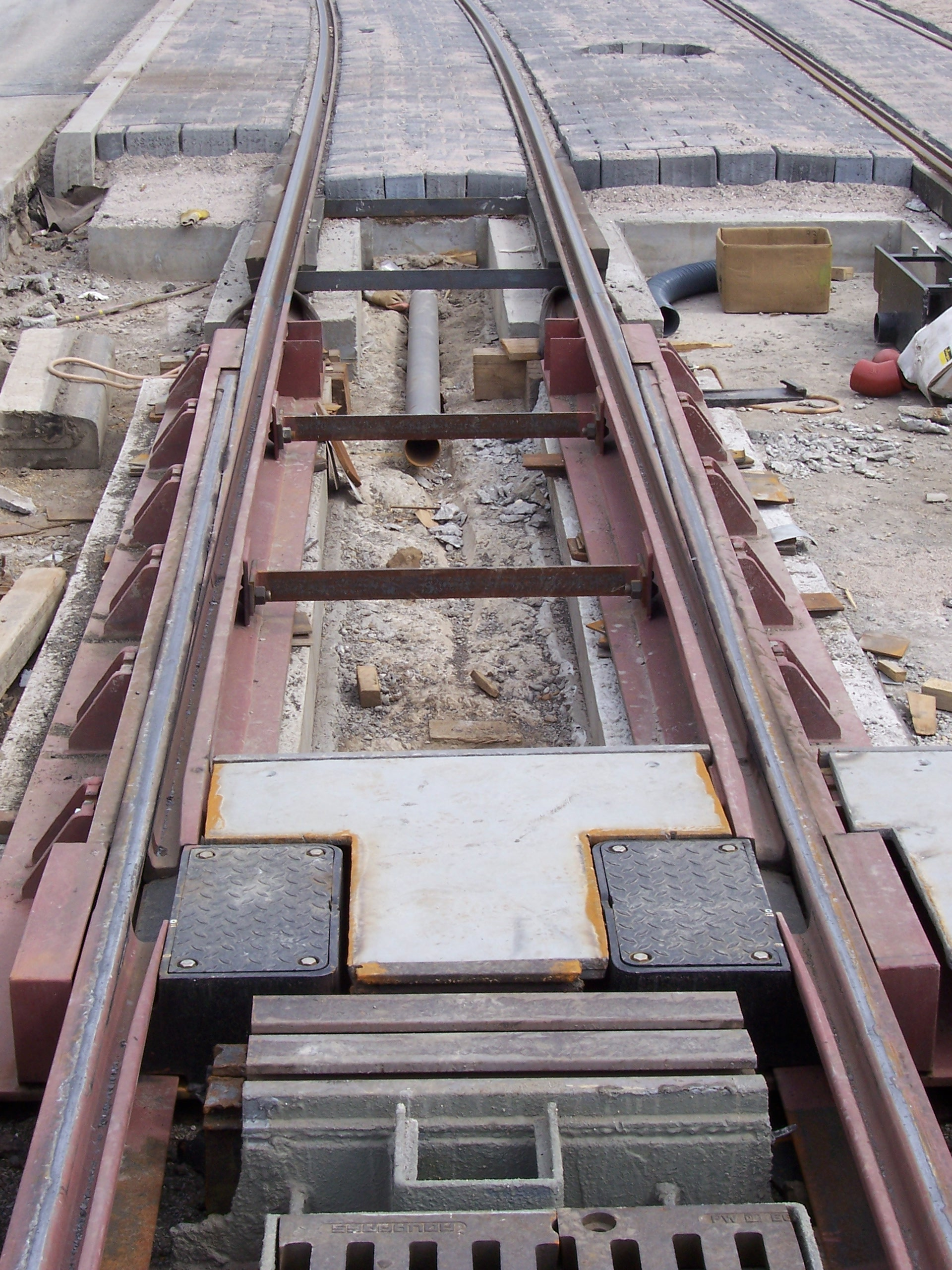
Straßenbahnschienenauszug an einer Brücke

Bei besonders großen Temperaturunterschieden, betriebsbedingten Längskräften wie Bremsen oder Beschleunigen von Fahrzeugen und auf langen Beton- und Stahlbrücken werden Schienenauszüge eingebaut. Hierbei gleiten eine Backenschiene und eine Zunge in Längsrichtung gegeneinander, wobei die Ausziehlängen zwischen 200 und 830 mm betragen können.

### Führungsschiene

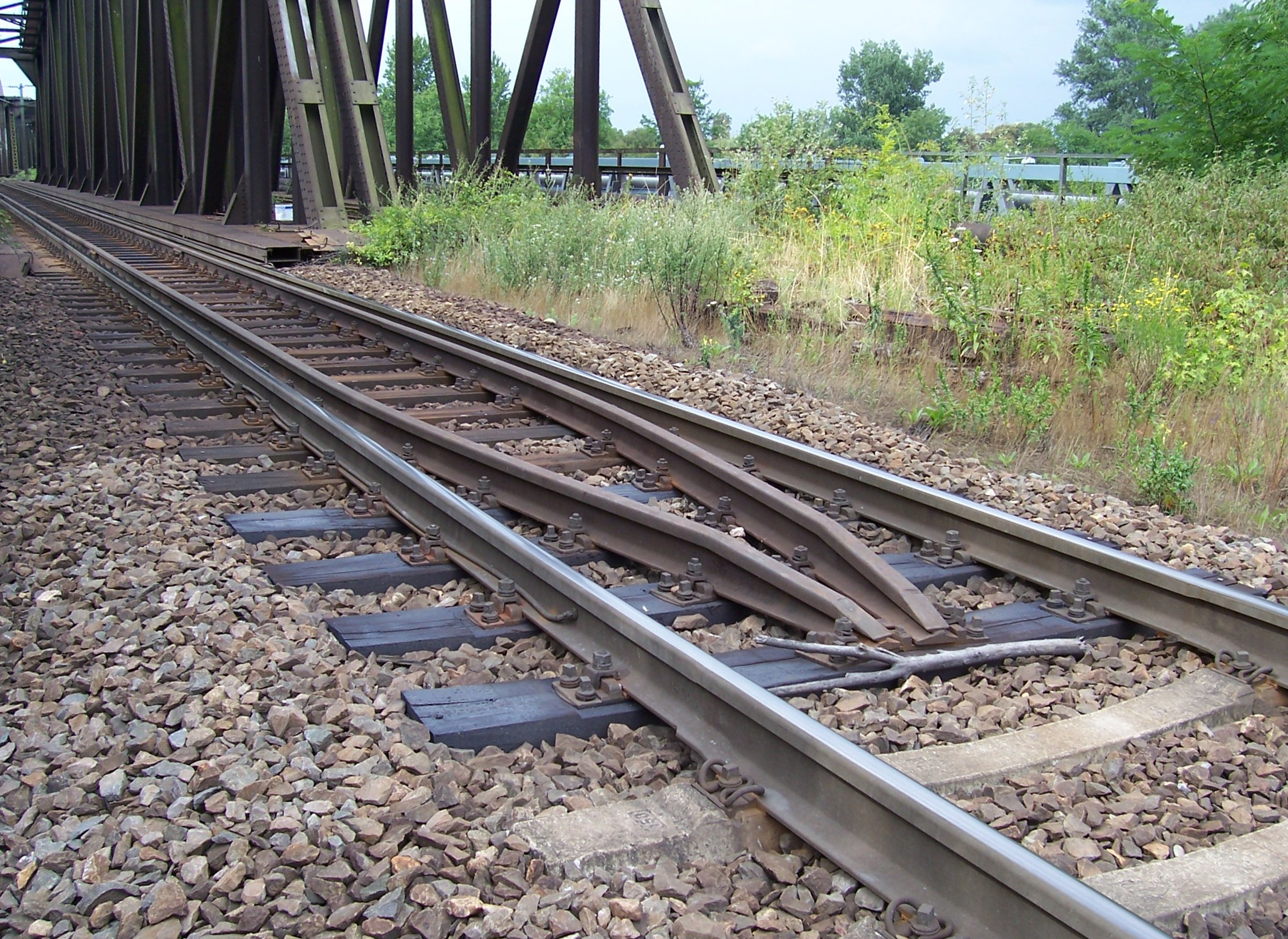
Führungsschienen auf einer Brücke

Zur gezielten Führung von Schienenfahrzeugen nach dem Entgleisen sind an vielen Engstellen – insbesondere auf und unter Brücken – Führungsschienen angebracht. Diese bestehen meist aus herkömmlichen Vignolschienen, sodass das Gleis wie ein Vierschienengleis aussieht. Die Führungsschienen werden mindestens 10 Meter vor und hinter dem zu schützenden Bauwerk eingebaut und als Fangvorrichtung ausgebildet.

### Schutzschiene
Eine weitere Möglichkeit ist der Einsatz von Schutzschienen, die insbesondere in engen Bögen eingesetzt werden. Hierbei handelt es sich um spezielle Profile, die in einem Abstand von etwa 80 mm zur Innenschiene befestigt werden. Im Normalfall wird eine Schutzschiene nicht von den Spurkränzen der Räder berührt, jedoch wird durch die Wahl der Rillenweite das Aufsteigen der Spurkränze auf die Außenschiene verhindert. Kommt es doch zum Aufsteigen des äußeren Rades eines Radsatzes, rollt dieses auf der Spurkranzkuppe und damit einem größeren Durchmesser als das innere Rad ab. Dadurch wird dieser Radsatz wieder in Richtung Bogeninnenseite abgelenkt und gleist im Idealfall von selbst wieder ein.
In noch engeren Bögen, meist bei Straßenbahnen, entlasten Leitschienen die Außenschienen, die die Innenseiten der Spurkränze wie durch einen Radlenker in Weichen und Kreuzungen führen. Dadurch wird das Risiko einer Entgleisung reduziert. Leitschienen erhöhen allerdings den Laufwiderstand durch die zusätzliche Reibung.

### Verzweigungen und Kreuzungen
Verzweigungen von Gleisen werden mit Eisenbahnweichen realisiert. Ein weiteres wichtiges Konstruktionselement ist die höhengleiche Kreuzung. Höhenverschiedene Kreuzungen werden mithilfe von Überwerfungsbauwerk ausgeführt.

### Mehrschienengleise

#### Dreischienengleis

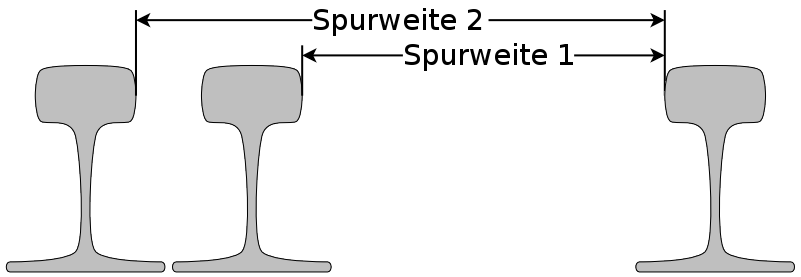
Dreischienengleis

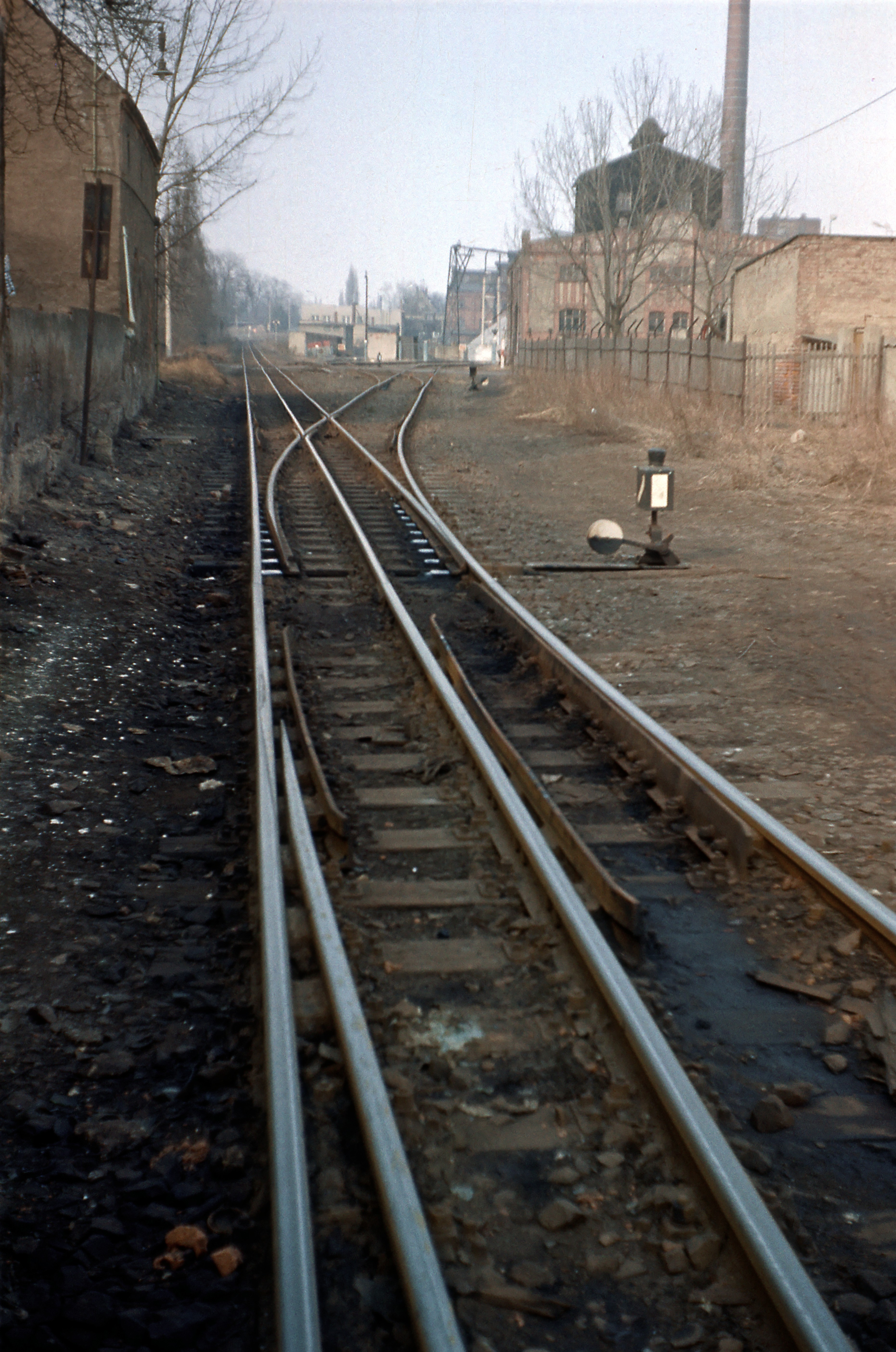
Dreischienengleis
hinten: Zungenweiche für Regelspur
vorn: Spurweitetrennung ohne bewegliche Teile (Regelspur wird mittels Radlenker an der rechten (Außen-)Schiene nach rechts geführt), Oschatz, Anschl. Zuckerfabrik, 1982

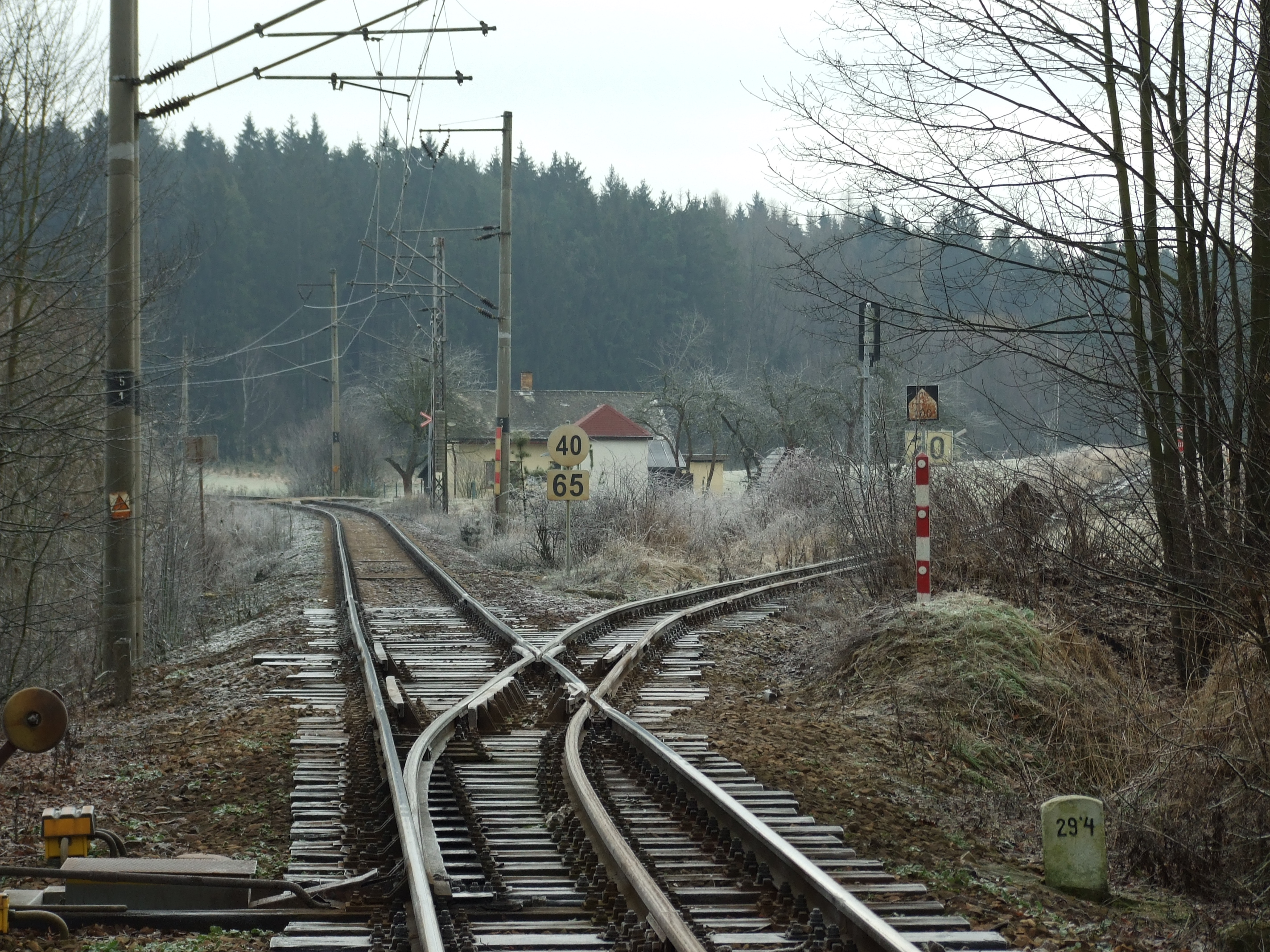
Einzungenweiche für das Einfädeln der kleineren Spurweite in ein Dreischienengleis
Jindřichův Hradec, Tschechien, 2009

Beim Dreischienengleis wird über die beiden Schienen eines üblichen Gleises hinaus eine dritte Schiene verwendet. Das ist die einfachste Lösung, um ein Gleis durch Fahrzeuge mit zwei verschiedenen Spurweiten zu befahren. Es wird nur eine Schiene hinzugefügt, weil eine der vorhandenen Schienen für beide Spurweiten genutzt wird.
Längere Dreischienengleisabschnitte existieren beispielsweise in Australien. In Spanien entstehen sie durch die Kombination des traditionellen Breitspur- mit dem gegenwärtig errichteten regelspurigen Schnellfahrnetz. In Deutschland ist der Abschnitt Putbus–Lauterbach der Strecke Bergen auf Rügen – Lauterbach (Mole) dreischienig zur gemeinsamen Nutzung mit der schmalspurigen Rügenschen Bäderbahn Göhren – Putbus – Lauterbach Mole ausgelegt.
Dreischienengleise existieren temporär während der Umstellungsphase eines Netzes auf eine andere Spurweite (z. B. bei den Stuttgarter Straßenbahnen und der Straßenbahn Liberec). Sie existieren auch auf Werksgeländen von Schienenfahrzeugherstellern und Ausbesserungswerken, die Fahrzeuge mit unterschiedlichen Spurweiten herstellen oder erhalten.
Wegen der gemeinsam genutzten Schiene sind zum Ein- und Ausfädeln insbesondere bei nur geringen Unterschieden beider Spurweiten und großen Bogenradien oder beim Mischbetrieb von Eisen- und Straßenbahnfahrzeugen mit schmaleren Radreifen wegen der sonst zu klein werdenden Auflagefläche der ablaufenden Räder spezielle Einzungenweichen erforderlich. Bei den sächsischen Schmalspurbahnen waren dagegen einfache Radlenker üblich, die im Bereich der Fahrkantenunterbrechung zur Reduzierung der notwendigen Rillenweite auch auf der Außenseite eingebaut werden.

#### Vierschienengleis

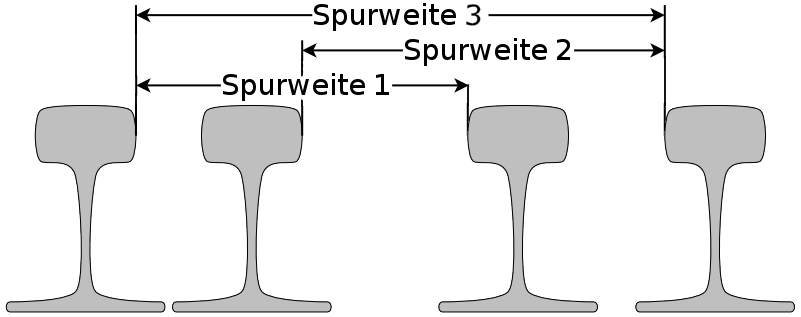
Vierschienengleis

Wenn die Spurweitenmaßdifferenz zu gering ist, müssen Vierschienengleise benutzt werden. Beispiele dafür sind das Zusammentreffen von Meter- und Kapspur oder Regel- und russischer Breitspur. In diesen Fällen ist ein Dreischienengleis nicht möglich, weil die Differenz zwischen beiden Spurweiten geringer ist als die Breite einer Schiene (einschließlich ihrer Befestigungselemente). Bei einem Vierschienengleis sind die beiden Gleise gegenseitig verschoben bzw. ineinander verschlungen.
Ein Vierschienengleis kann auch drei verschiedene Spurweiten enthalten, z. B. Regel- (Spurweite 3 im links stehenden Bild), Kap- (Spurweite 2) und Meterspur (Spurweite 1). Derartige Lösungen existieren derzeit nur als Prüfgleise bei Herstellern, die Schienenfahrzeuge für drei verschiedene Spurweiten anfertigen.
Die ehemals gemeinsame Nutzung der Strecke Bad Ischl – Bad Ischl Frachtenbahnhof durch die Schmalspurbahn der Salzkammergut-Lokalbahn (Spurweite 760 mm) und die Regelspur der Salzkammergutbahn erfolgte auf einem Vierschienengleis. Eine Schiene der Schmalspurbahn lag innerhalb der Regelspurschienen, die andere außerhalb.

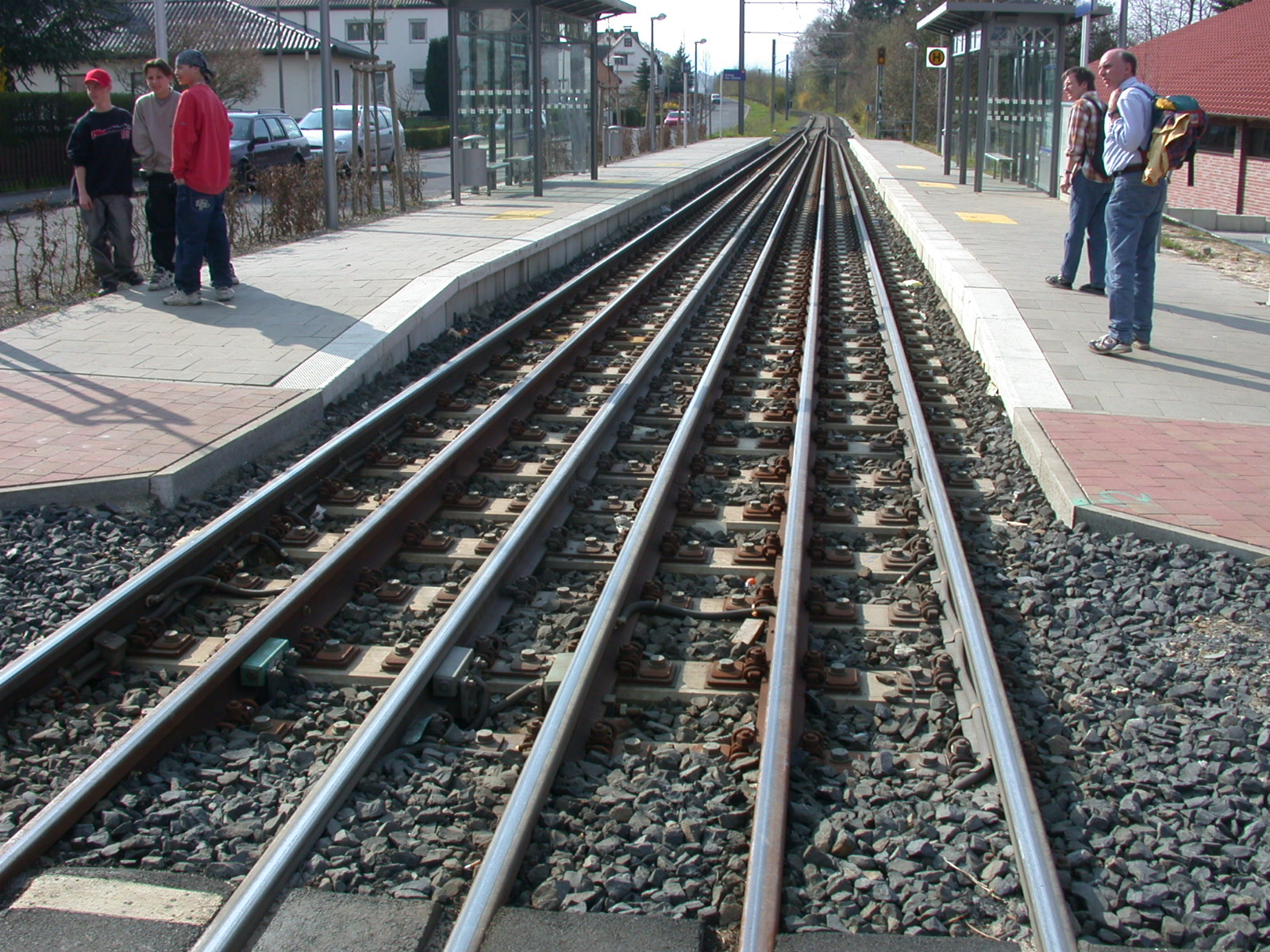
Sechsschienige Ausfädelung bzw. je eine Gleisspurverziehung nach links und rechts in der Haltestelle Niederkaufungen-Mitte der RegioTram Kassel

Bei ausreichend großer Spurweitendifferenz kann das Gleis mit schmalerer Spurweite innerhalb des breitspurigeren Gleises verlegt werden. Die Achsen beider Gleise fallen dabei i. d. R. zusammen. Vorteil ist das seitlich nicht vergrößerte Lichtraumprofil. Dies ist insbesondere wichtig, wenn auf dem Schmalspurgleis aufgebockte Regelspurwagen mittels Rollböcken oder Rollwagen transportiert werden. Bei nach außen versetztem schmalspurigem Gleis bestimmen dann nicht die Schmalspurfahrzeuge die erforderliche Verbreiterung des lichten Raumes, sondern die aufgerollten Regelspurfahrzeuge. Zudem vereinfacht die gemeinsame Gleisachse die gemeinsame Nutzung einer elektrischen Fahrleitung durch beide Spurweiten. Ein weiterer Vorteil des Vierschienen- gegenüber einem Dreischienengleis ist, dass hier in der Regel auch keine Zungenvorrichtungen zum Zusammenführen der beiden Spurweiten benötigt werden (potenzielle Unfallquellen, es findet nur eine Gleisverschlingung statt).
Die sog. Gleisspurverziehung ist ein Vierschienengleis mit zwei ineinander verschlungenen Gleisen gleicher Spurweite im Bereich von Haltestellen. Sie ist erforderlich, wenn auf einer Eisenbahnstrecke zusätzlich Straßenbahnfahrzeuge verkehren sollen. Die schmaleren Straßenbahnzüge fahren dort auf dem verschobenen (verzogenen) zweiten Gleis näher an die Bahnsteigkante heran, wodurch das Ein- und Aussteigen erleichtert wird. Die breiteren Eisenbahnfahrzeuge und durchfahrende Züge nutzen das nicht verschobene Stammgleis. Das Stammgleis (vor und nach der Haltestelle) ist zweischienig. Bei beidseitigem Bahnsteig, der beim Einsatz von Straßenbahnzügen in Einrichtungsbauart erforderlich ist, findet die Gleisverziehung auf beiden Seiten statt. Im Bereich der Bahnsteige ist das Gleis sechsschienig.
Um eine besonders breite Gesamt-Schienenbreite für besonders hohe Fahrzeuge zu erzielen, werden mitunter Vierschienengleise als weit auseinanderliegendes Paar aus zwei Zweischienengleisen aufgebaut. Die Fahrzeuge stehen dementsprechend auf paarweise nebeneinanderliegenden Fahrgestellen für Zweischienengleise. Es sind somit keine extralangen Radachsen erforderlich. Beispiele sind:
- Brighton and Rottingdean Seashore Electric Railway (1896–1901), England, Gleispaare mit 828 mm Spurweite und 5486 mm „Gesamtspurweite“.
- Very Large Array, Socorro, New Mexico, USA zum Positionieren von Radioteleskopen. Geschätzt Regelspurgleise mit 7 m Gleisachsabstand, also 8,5 m „Gesamtspur“.[9]

#### Besonderheiten

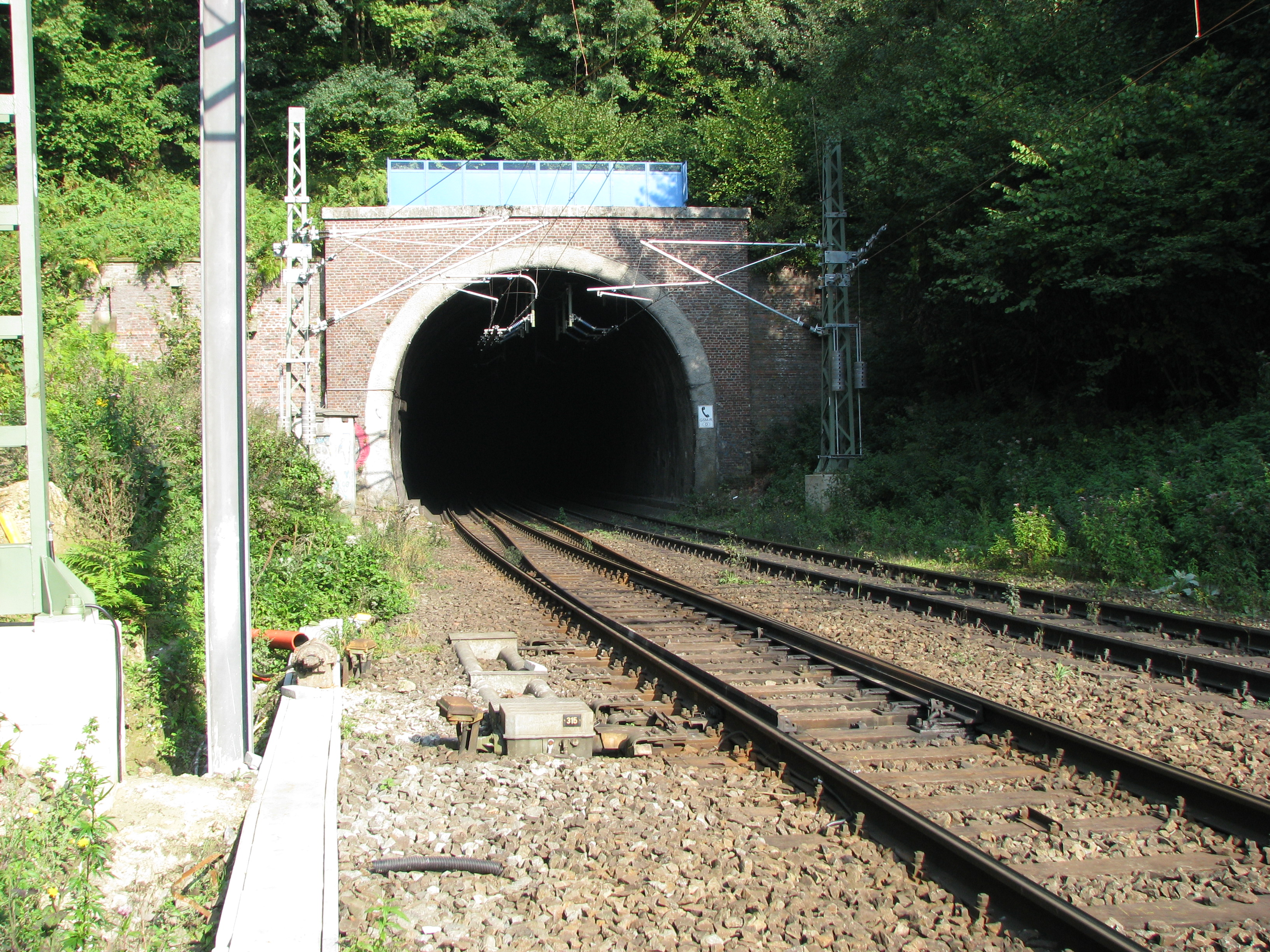
Zweigleisiger Gemmenicher Tunnel; das linke der beiden Gleise ist zur Tunnelmitte hin als Vierschienengleis ausgeführt

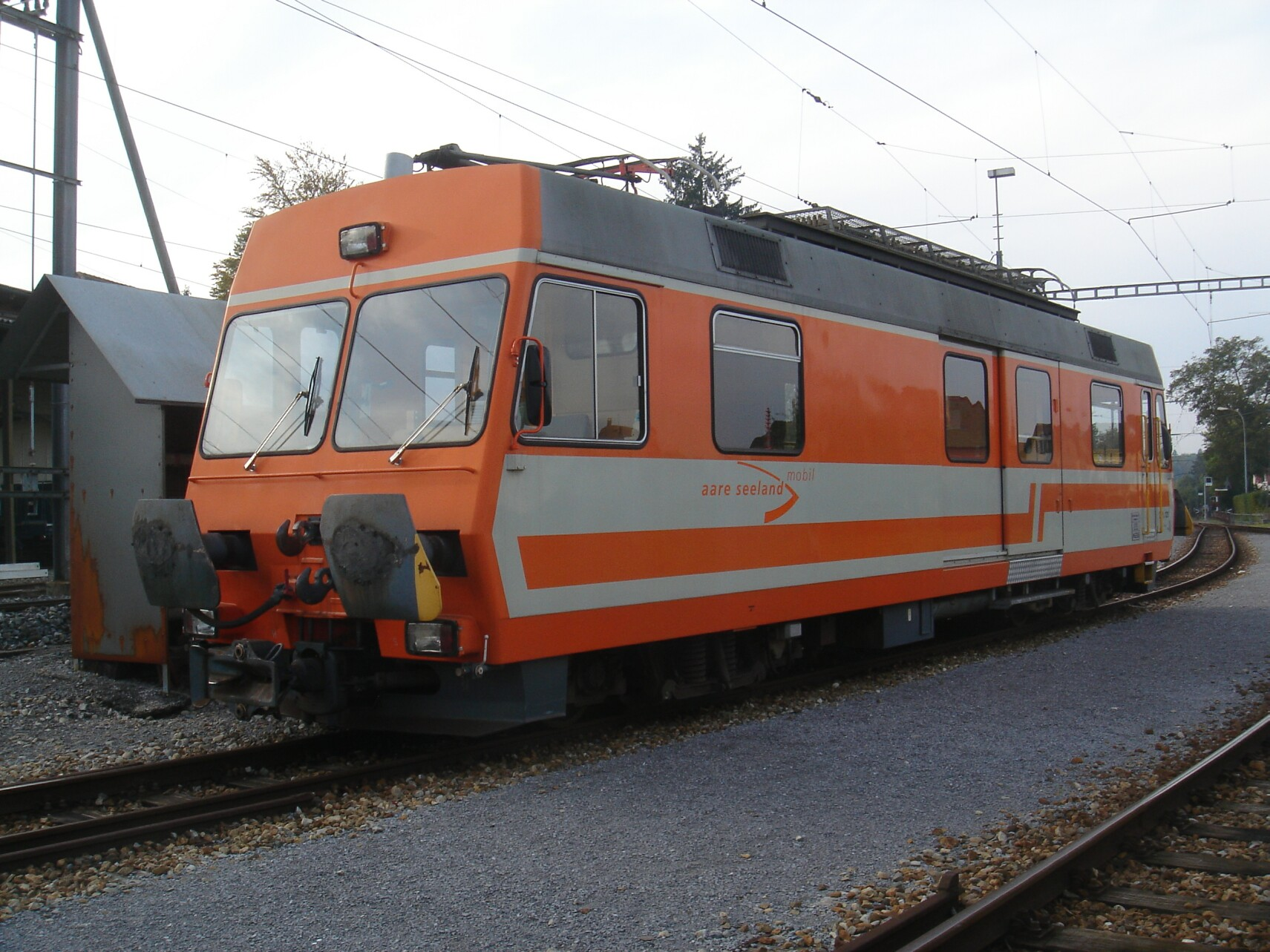
Schmalspuriger Gleichstromtriebwagen der Aare Seeland mobil mit zusätzlicher Schraubenkupplung und übergroßen Puffertellern

In Eisenbahntunneln wird manchmal eines, seltener beide Gleise als gegen die Tunnelmitte erweitertes Vierschienengleis ausgeführt. Auf diese Weise können Wagen mit Lademaßüberschreitung den Tunnel passieren (siehe Foto vom Gemmenicher Tunnel).
Mehrschienengleise können oft nur von Lokomotiven einer Spurweite uneingeschränkt befahren werden. Solche Loks können aber Wagen der anderen Spurweite auf dem Gleis befördern, wenn sie entsprechend ausgerüstet sind. Beispielsweise ist die schmalspurige Lok im Foto mit zusätzlichen Kupplungen für regelspurige Wagen und für deren weiter auseinander liegende Puffer mit eigenen übergroßen Puffertellern ausgerüstet.

#### Siehe auch

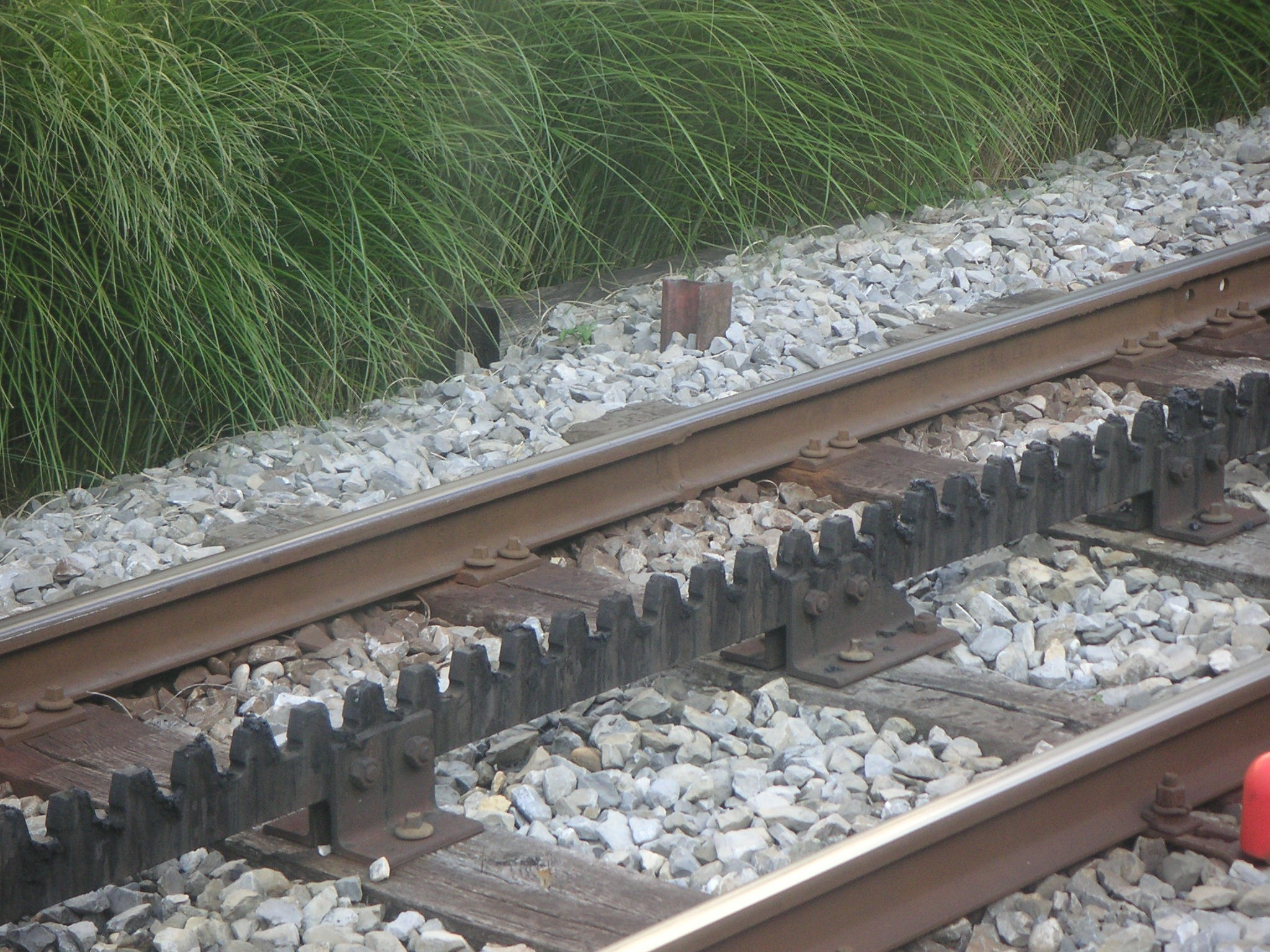
Gleis mit Zahnstangensystem von Roll

### Zahnstangengleise
In Gleisen von Zahnradbahnen liegt in der Regel in Gleismitte eine Zahnstange, in die die Treibzahnräder der Triebfahrzeuge und die Bremszahnräder der übrigen Fahrzeuge eingreifen. Es gibt verschiedene Bauarten von Zahnstangen mit den Zähnen an der Oberseite (Systeme Abt und Strub), an den Seiten (System Locher) sowie mit einer Leiterzahnstange (System Riggenbach).

## Instandhaltung
Zur Aufrechterhaltung der Betriebssicherheit und zur Aufrechterhaltung eines definierten Sollzustandes muss das Gleis instand gehalten werden. Unzureichende Instandhaltung lässt die Belastbarkeit des Gleises sinken, wodurch Einschränkungen im Betrieb, wie beispielsweise die Einrichtung von Langsamfahrstellen, notwendig sind.

### Gleislagefehler
Ein Gleislagefehler ist ein Fehler der Lage eines Eisenbahngleises in horizontaler oder vertikaler Richtung oder in der gegenseitigen Höhenlage beider Schienen, der beim Bau, durch Betriebseinflüsse oder durch Veränderungen des Untergrunds entstehen kann.

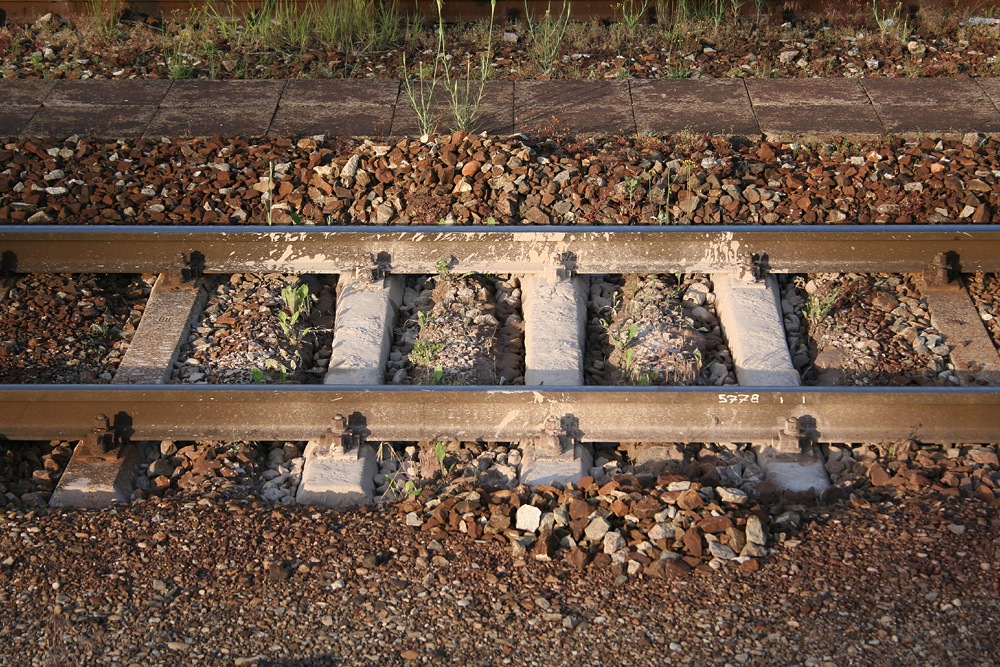
Gleislagefehler in Form eines typischen „Schlammlochs“

Gleislagefehler können einen längeren Abschnitt mit einer durchgehenden und homogenen Verschlechterung betreffen, die sich in erster Linie negativ auf den Fahrkomfort auswirkt. Daneben treten auch einzelne, kurze Bereiche auf, in denen sich die Gleislage im Vergleich zum umliegenden Bereich deutlich schneller verschlechtert. Derartige Einzelfehler können sicherheitsrelevant sein.
Im Überwachungsbereich des deutschen Eisenbahn-Bundesamtes wurden 2019 insgesamt 37 Gleislagefehler registriert.

## Historischer Rückblick
In der ersten Hälfte des 19. Jahrhunderts unterschied man noch vier Gleistypen nach dem verwendeten Material:
1. Englische Schienen: heutige Eisenschienen, teuer, aber dauerhaft, auf Steinblöcken oder Holzschwellen verlegt, ersetzten bei Eisenbahnen bald die amerikanische Bauweise.
2. Amerikanische Schienen: Holzschienen mit Metallbeschlag, billig beim Bau, aber aufwendig im Unterhalt, wurden auf Holzschwellen verlegt. Wurden auch bei Pferdebahnen (z. B. Budweis–Linz) verwendet.
3. Holzschienen: aus Baumstämmen geschnitzte Schienen, schon seit dem Mittelalter vor allem in Bergwerken in Gebrauch.
4. Steinschienen: Steinschienen auf gesetzter Steinunterlage, wurden überwiegend auf Versuchsstrecken in Frankreich eingesetzt.

## Spurweiten und Gleisgeometrie
Wesentliches Merkmal der Gleisgeometrie ist die Spurweite. Beispiele sind
- Normalspur
- Breitspur
- Schmalspur